# غوردون بنسون
غوردون بنسون (بالإنجليزية: Gordon Benson)‏ هو تريثلت بريطاني، ولد في 12 مايو 1994 في ليدز في المملكة المتحدة.

## وصلات خارجية
- غوردون بنسون على موقع الاتحاد الدولي لألعاب القوى (الإنجليزية)
- غوردون بنسون على موقع الدوري الماسي (الإنجليزية)
- غوردون بنسون على موقع اتحاد الترياتلون الدولي (الإنجليزية)
- غوردون بنسون على موقع اللجنة الأولمبية الدولية (الإنجليزية)
- غوردون بنسون على موقع أوليمبيديا (الإنجليزية)
- غوردون بنسون على موقع اللجنة الأولمبية البريطانية (الإنجليزية)